# 꾸꾸
꾸꾸(KU-CU) 또는 기초학력향상지원사이트는 대한민국의 단위 학교에서 학습에 어려움이 있는 학생(학습 지원대상학생)에 대한 지도·지원을 체계적으로 실행할 수 있도록 다양한 진단 도구, 보정 학습 자료, 정서·심리 지원 프로그램을 제공하는 국가 수준의 기초학력지원 인프라이다.

## 의미
'꾸꾸(KU-CU)'는 KEEP-UP, CATCH-UP의 머리자를 따 만든 사이트 닉네임이다.
학교 학습에서 학습 부진이 발생하지 않도록 하기 위해서는 정규 수업에서 학생들이 뒤쳐지지 않게 하는 '제진도 학습(KEEP-UP)'이 잘 이루어져야 하며, 그럼에도 불구하고 학습에 뒤쳐지는 학생들이 있으면 '따라잡기 보정 학습(CATCH-UP)'이 이루어져야 한다는 의미이다.

## 역사
꾸꾸 사이트는 2021년 3월 사이트 개편이 이루어졌다. 개편된 사이트의 메뉴 홈, 학습 자료, 정서·심리지원, 교원 공간, 학생 공간, 기초학력 이야기로 구성되어 있다.
2024년 1월부터 '기초학력 향상 지원 사이트 꾸꾸'가 '국가기초학력지원센터' 사이트로 통합되었다. 기존에 '꾸꾸' 사이트에서 제공되던 교수학습 자료, 학습준비도 검사는 대부분 이관 되었으나, 일부 검사는 노후화로 인해 이관 대상에서 제외되었다. '미이관 진단검사'는 '(초등학교 검사) 수학 학습동기 검사(4~6학년), (초등학교 검사) 사회 학습동기 검사(4~6학년), (초등학교 검사) 학교생활 적응도 검사(4~6학년), (고등학교 검사) 자기조절 학습검사(1~3학년)'이다. 이와 함께 기존에 가입했던 꾸꾸의 사용자 아이디와 사용자 생성 진단 데이터 등은  이관 대상에서 제외되었다고 안내하고 있다. https://k-basics.org/user/

## 주요 기능
1. 학습자료 검색 및 다운로드 학교급, 학년, 내용영역 등을 선택하거나 키워 드를 검색하여 필요한 학습자료를 확인 및 다운 로드할 수 있다.
2. 학습자료 추천 및 공유 교사는 사이트에서 제공하는 학습자료가 필요 하다고 판단되는 학습자에게 해당 학습자료를 추천 및 공유할 수 있다.
3. 학습수준 진단 및 진단 결과 확인 학생은 플랫폼에서 제공하는 진단도구를 웹상 에서 응답할 수 있으며, 결과는 검사 완료 즉시 마이페이지에서 확인할 수 있다. 교사는 관리 대상의 학생이 실시한 진단 목록과 진단 결과를 교사용 마이페이지에서 확인할 수 있다.

### 초등교육
‘초등교육’에서는 초등학교 학습부진 학생을 선별, 진단할 수 있는 진단·평가 자료, 3R’s(읽기, 쓰기, 셈하기) 중심의 기초 학습 지원 자료, 교과별 보정 교육을 위한 교과 학습 자료, 교육과정에 맞게 사이트의 자료를 활용할 수 있도록 안내하는 교육과정별 자료 활용을 제공하고 있다. 또한 학생의 학습 진단 및 지도, 결과 등의 총체적 학습활동을 기록하고 체계적으로 관리하는 학습 활동 관리 프로그램이 있다. 맞춤형 자료에는 진단·학습·평가를 한 권의 책으로 만들어 볼 수 있는 맞춤형 워크북과 그에 따른 진단·학습 자료를 제공하고 있다.

### 중등교육
‘중등교육’에서는 중학교 및 고등학교 학습부진 학생을 선별, 진단 할 수 있는 진단·평가 자료, 교과별 보정교육을 위한 교과학습 자료를 제공하고 있다. 또한 중학교 메뉴에는 학생의 학습 진단 및 지도, 결과 등의 총체적 학습활동을 기록하고 체계적으로 관리하는 학습활동 관리 프로그램이 있으며 맞춤형 자료에는 진단·학습·평가를 한권의 책으로 만들어 볼 수 있는 맞춤형 워크북과 그에 따른 진단·학습 자료를 제공하고 있다.

### 주제별교육
'주제별 자료’는 교과 주제별 자료와 비교과 주제별 자료, 창의·인성 사이버학습으로 구성되어 있다. 교과 주제별 자료에는 학교급별로 교과와 관련된 주제별 학습 자료를 제공하고 있으며 비교과 주제별 자료에는 학생들의 교과학습의 기본이 되는 인지, 동기, 행동 등을 측정할 수 있는 검사도구를 비롯하여 학습부진유형별 학습지원 안내자료, 표준화 검사결과 활용방안 매뉴얼을 제공 하고 있다. 또한 학생들이 직접 동영상을 활용해 학습전략을 학습할 수 있는 학생용 온라인 학습자료가 있으 며 학부모를 위한 가정 연계자료, 지역사회 연계자료가 있어 선생님 뿐 아니라 학생, 학부모들도 이용이 가능하다. 창의·인성 사이버학습에는 주제별 사이버학습 콘텐츠를 제공하고 있어 학생들의 자기 주도 학습을 지원하고 있다.

### 교원 전문성 신장
‘교원 전문성’에서는 학습부진 학생을 올바르게 지도하기 위한 비교과 학습도움 프로그램인 문제 행동 대처방안, 학습동기/전략 프로그램 등이 탑재되어 있다.  또한 선생님들의 학습부진 학생 지도 전문성 강화를 위한 자율연수 프로그램이 탑재되어 있다.

#### 학습부진 지도·지원 관련 교원연수 온라인 프로그램
- 기초학력미달학생을 위한 치료 프로그램의 이해
- 읽기, 쓰기, 수학 학습부진 학생을 위한 교수전략
- 중등교사를 위한 생활지도
- 초등교사를 위한 부진학생 학습상담
- 초등학교 의사소통장애학생의 이해와 교육
- 학교-지역사회 연계 활성화를 위한 교원 연수 프로그램
- 학습동기유발 및 교구제작
- 학습보조강사 및 대학생 튜터를 위한 초·중등 학습부진 학생 이해와 지도의 실제
- 학습부진 초등학생의 문제행동 이해와 대처방법
- 학습부진 학생 특성 이해 및 지도 방안
- 학습부진 학생의 자기주도학습 지도
- 학습부진 학생의 학습습관 개선 지도

## 지도, 지원 체계

### 선별

#### 기초학력 미달 학생 선별

##### 기초 학력 부진 학생 선별
| 목적     | - 3R's 기초학습 부진 학생선별(무학년)                                          |
| 선별방식 | - 3R's 기초학습 선별도구 - 초3진단평가 기출 문항 - 학교/교사 자체 평가 및 관찰 |

##### 교과학습 부진 학생 선별
| 목적     | - 3R's 기초학습 부진 학생선별(무학년)                                          |
| 선별방식 | - 3R's 기초학습 선별도구 - 초3진단평가 기출 문항 - 학교/교사 자체 평가 및 관찰 |

### 진단

#### 학습 수준 진단

##### 기초학습 부진 학생 선별
| 목적     | - 기초학습 부진으로 선별된 학생의 세부 학습 정보 진단 |
| 진단도구 | - 3R's 진단/사후평가 문항 - 교사/학교 제작 진단도구   |

##### 교과학습 부진 학생 진단
| 목적     | - 교과학습 부진으로 선별된 학생의 세부 학습 정보 진단   |
| 진단도구 | - 교과학습 진단/사후평가 문항 - 교사/학교 제작 진단도구 |

#### 학습 부진 원인 진단

##### 비학습요인 진단
| 목적     | - 학습부진을 초래한 비학습(정서, 심리, 신체, 가정환경 등)측면의 요인 진단                                                                   |
| 진단도구 | - 학습부진유형 검사 - 학습저해요인 진단도구 - 학습전략/동기/태도 검사 등 - 표준화 심리검사 - ADHD, 우울, 불안 검사 - 환경요인 체크리스트 등 |

### 지도

#### 맞춤형 학습 지도

##### 예방 및 조기지도
| 목적     | - 학습부진 사전 예방                                                |
| 지도방식 | - 신입생 입문기 지도 - 부진 잠재가능성이 있는 초등 저학년 학생 지도 |

##### 수업 중 지도
| 목적     | - 제진도 학습, 학습소외 방지  |
| 지도방식 | - 교실 내 지도 - 교실 밖 지도 |

#### 학습 클리닉 운영

##### 상담·프로그램 운영 등
| 목적     | - 학습저해요인 진단 결과에 따른 맞춤형 처방과 치료                                                                 |
| 진단도구 | - 심리·정서적 요인 파악 후 상담 프로그램 운영 - 학습동기/자기효능감 제고 프로그램 - 학습코칭/관리 프로그램 운영 등 |

### 관리

#### 진단 및 학습 활동 관리
| 목적 | - 개인별 학습활동을 체계적으로 관리하여 차년도 상위학년 진급 시 학생 이해 및 지도 자료로 활용 |
| 방식 | - 시도/학교자체 제작 학생관리 카드 활용                                                       |

### 교원 역량 강화

#### 교원 역량 강화 및 구성원 간의 협력 체제 구축
| 목적 | - 부진학생 지도·지원을 위한 교원 역량 제고 |
| 방식 | - 담임교사/교과교사/특수교사/상담교사 등이 함께 소통하는 지도·지원 협력 체제 운영 - 단위학교 내 자율 연수 실시 - 동료장학/수업장학 실시 - 부진학생 지도 관련 교사연구회 참여 등 |

### 협조/ 연계

#### 학부모 인식 제고 및 협조
| 목적 | - 부진학생 지도·지원을 위한 학부모(가정)이해 도모 및 협조 유도 |
| 방식 | - 학교장 주관 학부모 전체 연수(학년/학기초) - 안내문/SMS/전자메일/가정방문 등을 통한 학부모 이해 제고 및 가정교육 방법 상담 안내 - 학부모 자원봉사 도우미 임명 등 |

#### 유관부처 및 지역 사회 연계
| 목적 | - 유관부처 및 지역사회의 가용 자원을 활용한 부진학생 지도·지원 역량 강화 |
| 방식 | - 교육부내, 보건복지부, 여성가족부, 지자체 연계 - 정신건강, 가정지원 등 별도의 전문성이 필요한 경우 지역사회 기관과 협력체제 구축 - Wee센터/클래스, CYS-net 및 시·도 청소년 지원센터, 지역 복지관 및 공부방, 정신건강지원센터, 건강가정지원센터 등과 협력 및 연계 - 지역자원인사 네트워크 구축 활용 : 교육재능기부자 등 - 지자체 예산 지원 확보 등 |

## 검사 도구
검사도구는 학습부진 학생의 심리·정서, 행동, 환경적 문제 등을 파악할 수 있는 프로그램이다.
- 초등학교 •학습유형검사 •학습저해요인검사 •수학 학습동기검사 •사회 학습동기검사 •학교생활적응도검사
- 중학교 •학습유형검사
- 고등학교 •자기조절학습검사

## 맞춤형 워크북
맞춤형 워크북은 개별 학생의 부족한 부분을 진단하고 그에 맞는 맞춤형 학습자료와 사후평가 도구를 온라인에서 자동적으로 추출하는 프로그램이다.
이용 순서는 ① 진단평가지 만들기 ② 진단평가지 출력, 학생 응시 ③ 학생의 진단결과 성적 등록, 학습자료 선택 ④ 학생의 워크북 생성 순이다.

## 학습활동관리프로그램
학습활동 관리 프로그램은 학습부진 학생의 학습/비학습 측면의 학습 활동에 대한기록을 체계적으로 저장할 수 있는 프로그램으로 PC에 설치하는 방식(Stand Alone)이다. 주요 기능은 학생 정보, 학습 진단, 학습지도, 학습 결과의 학생 학습 활동 관리이다. 기초 학력을 증진하여 전체적인 학생의 학습능력 신장을 지원할 수 있는 통합적인 LMS(Learning Management System)를 구현해 학습(부진 요인)검사 실시, 학습 성적 관리, 학습 정보 통계 산출, 학습 정보 제공 등의 역할을 할 수 있도록 했다.

## 평가 문항
평가 문항은 초, 중, 고등학교 10개 교과 별로 탑재된 평가 문항(36,976문항)들을 검색하고 다운 받아 사용할 수 있는 프로그램이다. 평가 대상은 초등학교 1-6학년, 중학교 1-3학년, 고등학교 1-3학년이며 평가 교과는 국어, 도덕, 사회, 수학, 과학, 실과·기술가정, 체육, 음악, 미술, 영어 등이 있다.

## 장점
1. 별도의 회워가입이나 로그인 없이도 자료 출력이 가능하여 각 교육 주체가 이용하기 편리하다.
2. ‘선별 – 진단 – 지도’의 체계적인 시스템으로 기초 학력 향상에 도움을 받을 수 있다.
3. 비교과 주제별 자료 및 기초학력 정책과 관련하여 다양한 자료를 찾을 수 있다.

## 단점
1. 결과값에 오류가 있는 경우가 있다. (검사결과 등록 시 그에 맞지 않는 엑셀 양식을 활용하거나, 임의로 엑셀 양식 일부를 수정하였을 경우 결과 조회에 오류가 발생할 수 있다.)
2. 리뉴얼이 되면서 탑재되어있던 콘텐츠가 제외되어 더 이상 탑재되지 않기도 한다.
3. 비영리 목적으로만 이용 가능하며 이를 변경하거나 2차적 저작물 등으로 작성할 수 없다. (저작권에서 자유롭지 못하다.)

## 같이 보기
- 대한민국의 온라인 개학